# 曹敏修
曺 敏修（そう びんしゅう、チョ ミンス、? - 洪武23年12月22日（1391年1月27日））は、高麗末期の武官。本貫は昌寧。1388年に高麗滅亡、李氏朝鮮建国のきっかけとなったクーデター（威化島回軍）を李成桂とともに行ったが、後に対立し失閣した。
1361年（恭愍王10年）、順州府使として紅巾（紅巾の乱）の侵入を退け、二等功臣になった。また都巡問使として倭寇をはねのけ、1383年（禑王9年）昌城府院君に封ぜられた。
1388年（禑王14年）、王命を受け、遼東を攻略するため、左軍都統使として滿洲に出征したが、右軍都統使だった李成桂とともにクーデター（威化島回軍）を起こす。回軍後、国都開京を攻撃、禑王を廃した。曺敏修は禑王の世子昌王擁立で重要な役割をはたした。翌年、李成桂一派と対立し、流罪になる。その後赦されたが、王位継承で李成桂一派と再び対立、郷里の昌寧へ追放されて、そこで病死した。